# Expectativa (epistemologia)

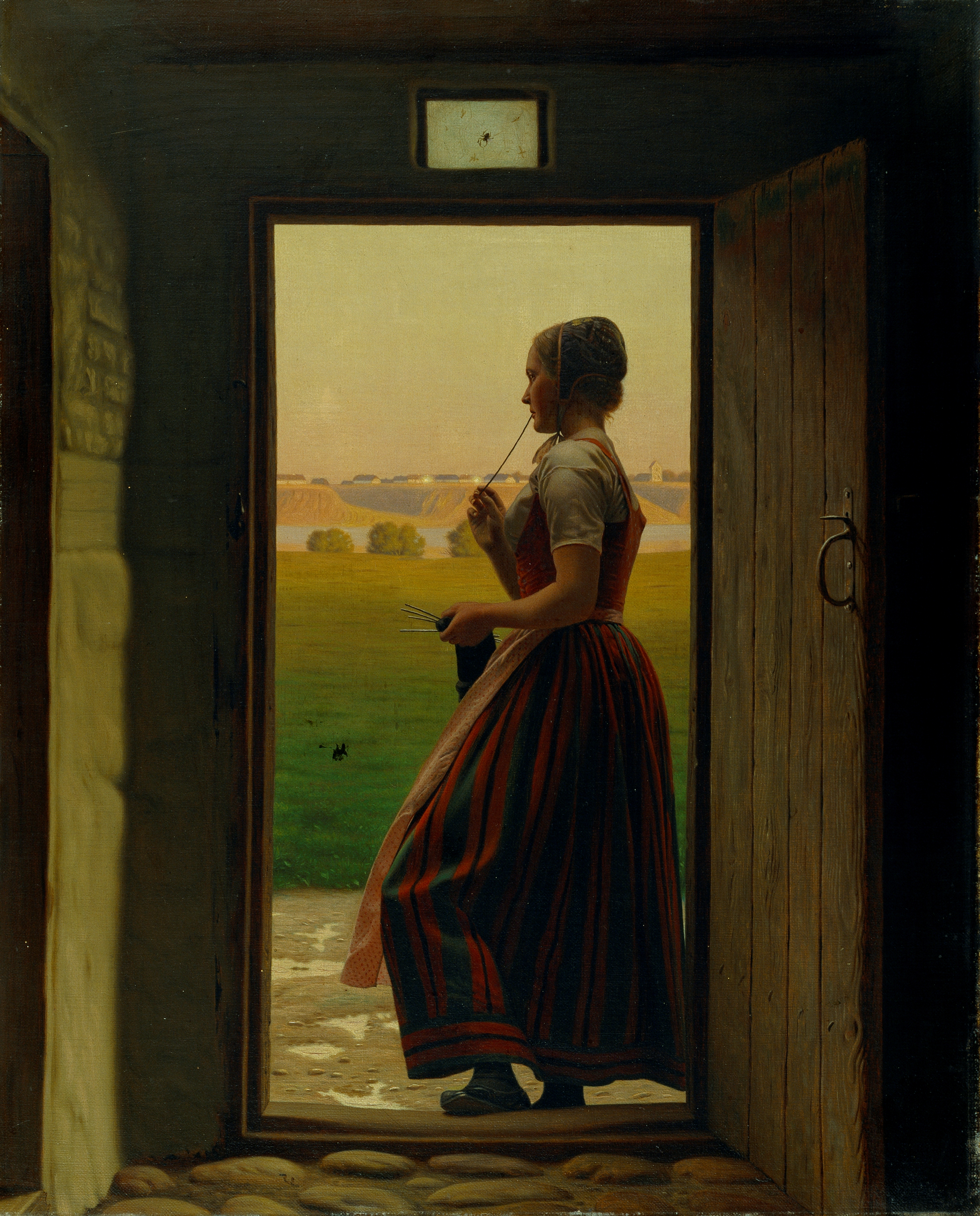
"Certamente ele virá?". Pintura de Christen Dalsgaard. Da Coleção Hirschsprung, Dinamarca.

No caso de incerteza, expectativa é o que é considerado como mais provável de acontecer. Uma expectativa, que é uma crença centrada no futuro, pode ou não ser realista. Um resultado menos vantajoso dá origem à emoção de decepção. Se algo acontece que não é de todo esperado, é uma surpresa. Uma expectativa sobre o comportamento ou desempenho de outra pessoa, expressa a essa pessoa, pode ter a natureza de um pedido forte ou uma ordem; este tipo de expectativa é chamado de norma social. O grau em que se espera que algo seja verdadeiro pode ser expresso usando lógica difusa. Antecipação é a emoção correspondente à expectativa.

## Expectativas de bem-estar
Richard Lazarus afirma que as pessoas se acostumam com experiências de vida positivas ou negativas que levam a expectativas favoráveis ou desfavoráveis de suas circunstâncias presentes e de futuro próximo. Lazarus observa o princípio filosófico amplamente aceito de que "a felicidade depende do status psicológico de fundo da pessoa... e não pode ser bem prevista sem referência às expectativas de alguém."
Com relação à felicidade ou infelicidade, Lazarus observa que "pessoas cujas condições objetivas de vida são de dificuldade e privação frequentemente fazem uma avaliação positiva de seu bem-estar", enquanto "pessoas que estão objetivamente bem... muitas vezes fazem uma avaliação negativa de seu bem-estar." Lazarus argumenta que "a explicação mais sensata deste aparente paradoxo é que as pessoas... desenvolvem expectativas favoráveis ou desfavoráveis" que orientam tais avaliações.

## Expectativas-Resposta
Irving Kirsch, um renomado pesquisador psicológico, escreve sobre "expectativas-resposta" que são: expectativas sobre respostas não-volitivas. Por exemplo, a ciência comumente leva em conta "efeitos placebo" ao testar novos medicamentos, contra as expectativas dos sujeitos sobre esses medicamentos: por exemplo, se você espera receber um medicamento que pode ajudar com a depressão, e se sente melhor depois de tomá-lo, mas o medicamento é apenas um comprimido de sal (mais conhecido como placebo), então o benefício de se sentir melhor (ou seja, sua resposta não-volitiva), seria baseado em suas expectativas e não em quaisquer propriedades do placebo (ou seja, o comprimido de sal).

## Impacto das expectativas nas crenças
O sociólogo Robert K. Merton escreveu que a expectativa de uma pessoa está diretamente ligada à profecia autorrealizável. Se tal expectativa é verdadeira ou não, tem pouco ou nenhum efeito sobre o resultado. Se uma pessoa acredita no que lhe dizem ou se convence do fato, é provável que esta pessoa veja a expectativa até sua conclusão inevitável. Há um perigo inerente neste tipo de rotulagem, especialmente para o educador. Como as crianças são facilmente convencidas de certos princípios, especialmente quando ditos por uma figura de autoridade como um pai ou professor, elas podem acreditar em tudo o que lhes é ensinado, mesmo que o que é ensinado não tenha base factual. Se o estudante ou criança agir com base em informações falsas, certas consequências não intencionais positivas ou negativas podem resultar. Se expectativas excessivamente positivas ou elevadas fossem usadas para descrever ou manipular a autoimagem de uma pessoa e a execução ficar aquém, os resultados poderiam ser uma reversão total da autoconfiança dessa pessoa. Se pensado em termos de causalidade ou causa e efeito, quanto maior a expectativa de uma pessoa e menor a execução, maior poderá ser o nível de frustração. Isto, por sua vez, poderia causar uma cessação total de esforço e motivar a pessoa a desistir.

## Elicitação de expectativas
As expectativas são uma parte central dos cálculos de valor em economia. Por exemplo, calcular a Utilidade esperada subjetiva de um resultado requer conhecer tanto o valor de um resultado quanto a probabilidade de que ele ocorra. Os pesquisadores que elicitam (ou medem) as expectativas dos indivíduos podem inserir essas crenças no modelo no lugar das probabilidades padrão. A estratégia de elicitar expectativas individuais está agora incorporada em muitas pesquisas internacionais, incluindo o Estudo de Saúde e Aposentadoria nos Estados Unidos.
A elicitação de expectativas é usada em muitos domínios, incluindo resultados de sobrevivência e educacionais, mas pode ser mais proeminente em âmbitos financeiros. As expectativas são teoricamente importantes para modelos como a Hipótese do mercado eficiente, que sugere que todas as informações devem ser incorporadas ao mercado, bem como para a Teoria moderna de portfólio, que sugere que os investidores devem ser compensados por níveis mais altos de risco através de retornos (esperados) mais altos. Seguindo esses modelos, pesquisas empíricas descobriram que consumidores com expectativas mais otimistas do mercado de ações têm maior probabilidade de possuir ativos mais arriscados, e adquirir ações no futuro próximo. Tendo em vista esses resultados promissores, pesquisas mais recentes em psicologia começaram a explorar quais fatores impulsionam as expectativas dos consumidores, explorando quais fatores vêm à mente ao formar expectativas de mercado de ações.